# يادفيغا شوبارتوفيتش
يادفيغا شوبارتوفيتش (بالبولندية: Jadwiga Szubartowicz) (الاسم عند الولادة: يادفيغا سكافينسكا، من مواليد 16 أكتوبر 1905 - 20 يوليو 2017) هي معمرة بولندية بلغت من العمر 111 سنة، 277 يومًا.

## الحياة
ولدت يادفيغا بتاريخ 16 أكتوبر 1905 في مدينة لوبلين والتي كانت حينها تابعة للإمبراطورية الروسية. عندما كانت طفلة أمضت عدة سنوات مع عائلتها في مدينة سانت بطرسبرغ (كانت تسمى حينها بيتروغراد)، وشهدت ثورة أكتوبر عندما كان عمرها 12 سنة.
خلال الاحتلال الألماني لبولندا اعتُقِل شقيقها وأُفرج عنه بعد احتجازه لمدة أسبوع في معسكر ماجدانك، وأُعيد اعتقاله مرة أخرى من قبل الألمان في كراكوف وأرسل إلى معسكر بوخنفالد وتوفي هناك.
في عام 1952 تزوجت من الجندي أنطوني، الذي حارب سابقاً في معركة مونتي كاسينو.
في 1 أغسطس 2015، أصبحت يادفيغا شوبارتوفيتش أكبر بولندية وذلك بعد وفاة المعمرة يادفيغا مولناك (1905-2015). وتم تأكيد عمرها من قبل مجموعة أبحاث علم الشيخوخة.